# Саут Аламо (Тексас)
Саут Аламо (енгл. South Alamo) насељено је место без административног статуса у америчкој савезној држави Тексас.

## Демографија
По попису из 2010. године број становника је 3.361, што је 260 (8,4%) становника више него 2000. године.
| Група             | 2000.         | 2010.         |
| Белци             | 47 (1,5%)     | 32 (1,0%)     |
| Афроамериканци    | 6 (0,2%)      | 0 (0,0%)      |
| Азијати           | 9 (0,3%)      | 1 (0,0%)      |
| Хиспаноамериканци | 3.051 (98,4%) | 3.328 (99,0%) |
| Укупно            | 3.101         | 3.361         |